# Pachygonidia grandis
Pachygonidia grandis är en fjärilsart som beskrevs av Jean Baptiste Boisduval 1875. Pachygonidia grandis ingår i släktet Pachygonidia och familjen svärmare. Inga underarter finns listade i Catalogue of Life.